# Chikkakothagere, Mandya
Chikkakothagere là một làng thuộc tehsil Mandya, huyện Mandya, bang Karnataka, Ấn Độ.